# Halfdan Haraldsson el Negro
No confundir con su abuelo Halfdan el Negro que tuvo el mismo apodo
Halfdan Haraldsson apodado Halfdan el Negro (nórdico antiguo: Hálfdan svarti) (880 - 934) fue un caudillo vikingo, hijo de Harald I de Noruega y su primera esposa Åsa Håkonsdatter, hija del jarl de Lade Håkon Grjotgardsson. Harald I es considerado como el monarca que obtuvo la unificación de Noruega o, al menos, la mayor parte del territorio noruego. Su padre le concedió el gobierno del reino de Trøndelag que compartió con su hermano Halfdan el Blanco. Según la saga Heimskringla del escaldo islandés Snorri Sturluson, Halfdan murió envenenado, posiblemente por conjuras de palacio ante su creciente popularidad e instigadas por su cuñada Gunnhild Gormsdottir, esposa de Eirík Hacha Sangrienta.